# Ústav obecné energetiky ČSAV
Ústav obecné energetiky ČSAV byl od roku 1957 do roku 1993 jedním z ústavů Československé akademie věd. Proslul především doporučením rozšířit uhelnou pánev a zbourat starý Most a dále chronickým důrazem na tepelné elektrárny. Na začátku 90. let stačil ještě podporovat rozšíření přímotopů a po tomto fiasku byl ústav zrušen.